# Triazol
En triazol är en kväveheterocyklisk förening med summaformeln C2H3N3. Ringen består av två kolatomer och tre kväveatomer, vilket ger upphov till två isomerer. Varje isomer förekommer i sin tur i två olika tautomerer.

1H-1,2,3-Triazol
2H-1,2,3-Triazol
1H-1,2,4-Triazol
4H-1,2,4-Triazol

## Derivat
Derivat av triazoler används som antimykotikum, däribland flukonazol, isavukonazol, itrakonazol, vorikonazol, pramikonazol, ravukonazol och posakonazol.
Växter kan behandlas med fungicider såsom epoxikonazol, triadimenol, propikonazol, metkonazol, cyprokonazol, tebukonazol, flusilazol och paklobutrazol.

## Andra kväveheterocykler med fem atomer i ringen
- Pyrrol har en kväveatom.
- Imidazol har två icke-intilliggande kväveatomer.
- Pyrazol har två intilliggande kväveatomer.
- Tetrazol har fyra kväveatomer.